# Arne Björner
Björn Arne Björner, född 18 juni 1914 i Skellefteå, död 30 januari 2009 i Saltsjöbaden, var en svensk arkitekt.
Björner, som var son till köpman Walfrid Björner och Therésia Nordlander, avlade realexamen 1930, ingenjörsexamen vid Bergsskolan i Filipstad 1935 och arkitektexamen vid Kungliga Tekniska högskolan 1941. Han gjorde allmän arkitektpraktik 1941–1943, anställdes vid länsarkitektkontoret i Umeå 1943, blev biträdande stadsarkitekt i Skellefteå 1944, stadsarkitekt i Örnsköldsvik 1945, i Holmsund 1951, i Kumla 1953, i Nynäshamn 1954, chef för Landsbygdens Byggnadsförenings länskontor i Örebro 1958 och chef för nämnda förenings länskontor i Stockholm 1961. Han var stadsarkitekt i Boo, Djurö, Ekerö och Turinge landskommuner samt Hjo stad från 1961. Han var innehavare av Bodens artilleriregementes förtjänstmedalj. Björner är begravd på Skogsö kyrkogård.